# صالح بن احمد همدانی
صالح بن احمد کُومُلادی/کوملابادی همدانی با کُنیهٔ ابوالفضل، همچنین شهرت‌یافته به ابوالفضل، حافظِ همدانی (۹۱۵–۹۹۴م) (نسب: صالح بن احمد بن محمد بن احمد، تمیمی کُومُلادی همدانی) فقیه حنفی، محدث و حافظ حدیث ایرانی در سدهٔ چهارم هجری/دهم میلادی بود که بسیار عمر کرد. نوشته‌هایی در علم حدیث نگاشت؛ طبقات الهمذانیین و سنن التحدیث.